# Puzi
Puzi (Hokkien POJ: Phò-chú) es una ciudad-condado en el condado de Chiayi, Taiwán.

## Historia
El asentamiento se llamaba anteriormente Pho-a-kha (chino: 樸仔脚; Pe̍h-ōe-jī: Phoh-á-kha) en hokkien. En 1920, durante el dominio japonés, pasó a llamarse ciudad de Bokushi (朴子街) y se gobernó bajo el distrito de Tōseki, prefectura de Tainan.
Después de la entrega de Taiwán de Japón a la República de China en octubre de 1945, el municipio de Puzi se incorporó al condado de Tainan. El 11 de diciembre de 1945, se estableció la Oficina del Municipio de Puzi. En octubre de 1950, se estableció el Gobierno del Condado de Chiayi y se incorporó el Municipio de Puzi en el condado de Chiayi. El 1 de julio de 1992, el municipio de Puzi se cambió a una ciudad controlada por el condado como ciudad de Puzi.

## Geografía
- Área: 49.57 km²
- Población: 43,250 personas (diciembre de 2014)

## Divisiones administrativas
El municipio incluye 27 aldeas: Anfu, Bohou, Dage, Daxiang, Dejia, Dexing, Jiahe, Kaiyuan, Kanhou, Kanqian, Meihua, Nanzhu, Neicuo, Pinghe, Renhe, Songhua, Shuangxi, Shunan, Shuntian, Wiken, Xikou, Xinlia, Xinzhuang, Yonghe, Zhongzheng, Zhucun y Zhuwei.